# Antony Poilleux
Pour les articles homonymes, voir Poilleux.
Œuvres principales
- Le Duché de Valois pendant les quinzième et seizième siècles (1842)

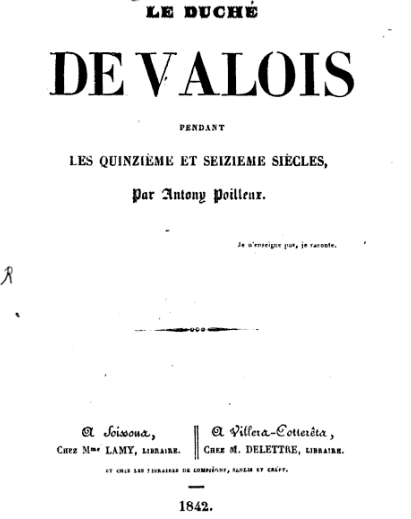
Le duché de Valois, par Antony Poilleux, 1842

Antony Poilleux né en 1795 à Beauvais et mort en 1866 est un littérateur français du XIXe siècle. Il est connu pour avoir publié un ouvrage sur le duché de Valois en 1842.

## Biographie
Il embrasse d’abord une carrière de journaliste, puis se spécialise dans l’écriture de textes historiques. On a de lui Le duché de Valois pendant les XVe et XVIe siècles,  publié en 1842,,, puis en 1843.
Il écrit par la suite plusieurs livres historiques et rédige l’histoire de Gandelu.

## Œuvre
- Le Duché de Valois pendant les quinzième et seizième siècles, chez Mme Lamy, 1842, [lire en ligne], 480 pages ;
- Éléments de la grammaire latine, à l’usage des colléges (par Lhommond). Nouvelle édition considérablement augmentée publiée sous le nom « Un professeur de l’Université », Paris, 1847 ;